# Письмо пятерых
Письмо пятерых — письмо казахской интеллигенции первому секретарю казахстанского крайкома Голощекину, написанное 4 июля 1932 года. Первоначально предназначалось Иосифу Сталину. Авторами письма были писатель Габит Мусрепов (1902-1985), заведующий Казахским Государственным издательством Мансур Гатаулин (1903-1938),заведующий энергетическим сектором Госплана Казахской ССР Кадыр Куанышев (1906-1937), проректор Комвуза Алматы Емберген Алтынбеков (1904-1954) и его заместитель Муташ Давлетгалиев (1904-1982). В письме авторы предупреждали Голощекина о голоде и развале животноводства в результате коллективизации.

## В культуре
В 1989 году Шерхан Муртаза написал пьесу «Письмо пяти», которая была поставлена в Казахском академическим театром драмы имени М. О. Ауэзова.